# Немолоаса (комуна)
Немолоаса (рум. Nămoloasa) — комуна у повіті Галац в Румунії. До складу комуни входять такі села (дані про населення за 2002 рік):
- Кринджень (8 осіб)
- Немолоаса-Сат (1282 особи)
- Немолоаса (1101 особа)

Комуна розташована на відстані 167 км на північний схід від Бухареста, 39 км на захід від Галаца.

## Населення
За даними перепису населення 2002 року у комуні проживала 2391 особа. Усі жителі комуни рідною мовою назвали румунську.
Національний склад населення комуни:
| Національність | Кількість осіб | Відсоток |
| -------------- | -------------- | -------- |
| румуни         | 2390           | > 99,9%  |
| німці          | 1              | < 0,1%   |

Склад населення комуни за віросповіданням:
| Релігія       | Кількість осіб | Відсоток |
| ------------- | -------------- | -------- |
| православні   | 2338           | 97,8%    |
| п'ятдесятники | 37             | 1,5%     |
| лютерани      | 9              | 0,4%     |
| адвентисти    | 4              | 0,2%     |
| бретрени      | 3              | 0,1%     |